# Janina Stolińska-Janic

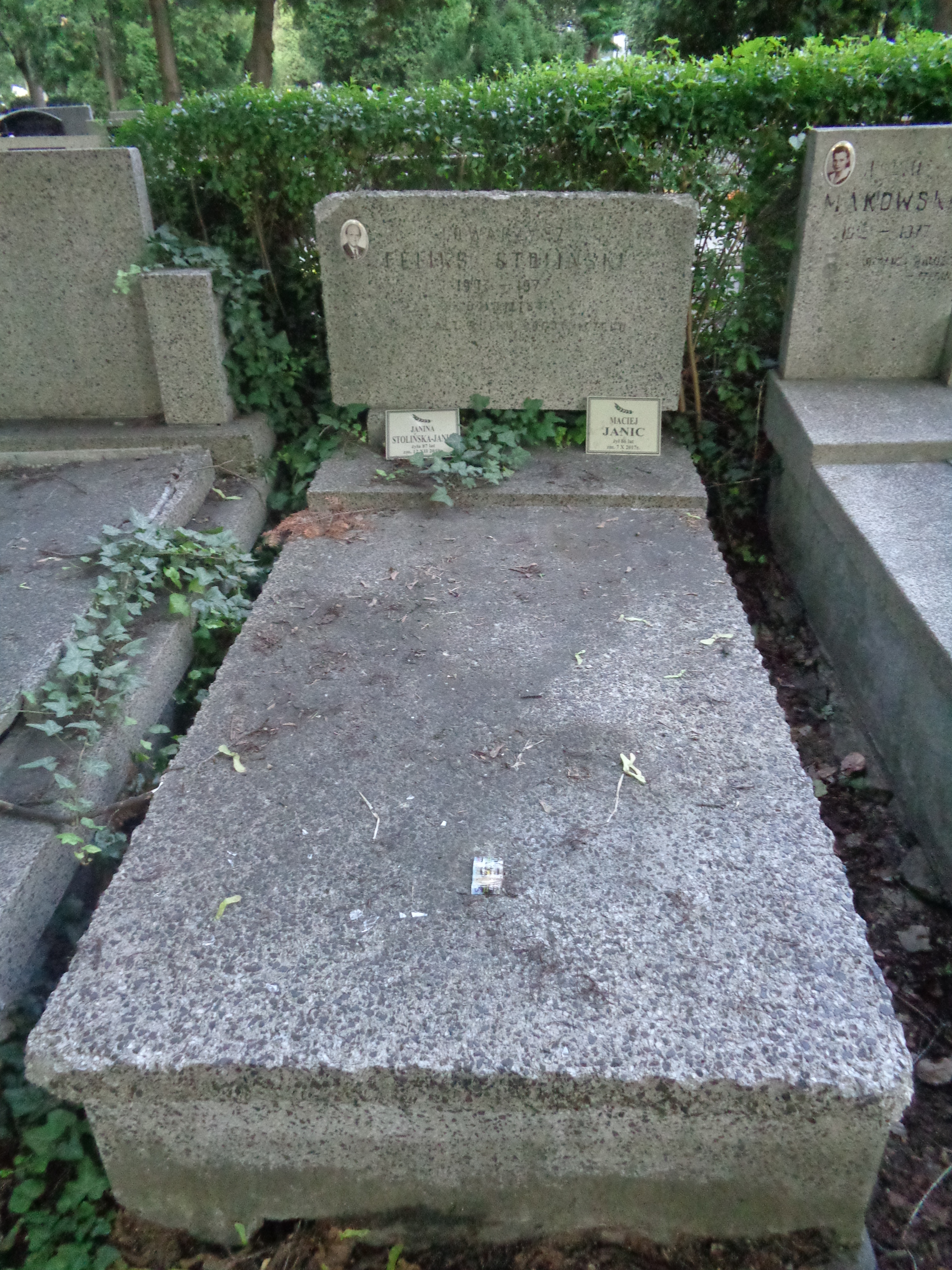
Grób Janiny Stolińskiej-Janic na Cmentarzu Wojskowym na Powązkach

Janina Stolińska-Janic (ur. 1932, zm. 12 grudnia 2019) – polska ekonomistka, dr hab.

## Życiorys
Obroniła pracę doktorską, następnie habilitowała się na podstawie dorobku naukowego i pracy. Została zatrudniona na stanowisku docenta w Warszawskiej Wyższej Szkole Ekonomicznej im. Edwarda Wiszniewskiego, oraz piastowała funkcję profesora w Spółdzielczym Instytucie Badawczym, a także w Katedrze Rynku na  Wydziale Stosunków Gospodarczych i Zarządzania w Warszawskiej Wyższej Szkole Ekonomicznej im. Edwarda Wiszniewskiego.
Zmarła 12 grudnia 2019. Pochowana na cmentarzu Powązki Wojskowe w Warszawie (kwatera C35-1-7).

## Publikacje
- 1971: Usługi spółdzielczości wiejskiej dla rolnictwa w warunkach ekonomicznie wysoko rozwiniętej gospodarki kapitalistycznej : studium na przykładzie Szwecji[4]
- 1974: Spółdzielczość w procesie formowania kompleksu rolno-przemysłowego w gospodarce Węgierskiej Republiki Ludowej[4]
- 2005: Ogólne trendy rozwojowe a wyzwania stojące przed spółdzielniami i przedsiębiorstwami społecznymi w krajach rozwiniętych i przechodzących transformację ustrojową[4]
- 2008: W badaniach nad ruchem spółdzielczym[4]